# Dmitrij Barmaszow
Dmitrij Władimirowicz Barmaszow (ros. Дмитрий Владимирович Бармашов, ur. 25 września 1985 w Ust'-Kamienogorsku) – kazachski narciarz dowolny. Najlepszy wynik na mistrzostwach świata osiągnął podczas mistrzostw w Ruka, gdzie zajął 17. miejsce w jeździe po muldach podwójnych. Jego najlepszym wynikiem olimpijskim jest 26. miejsce w  jeździe po muldach na igrzyskach olimpijskich w Soczi. Najlepsze wyniki w Pucharze Świata osiągnął w sezonie 2011/2012, kiedy to zajął 108. miejsce w klasyfikacji generalnej, a w klasyfikacjach jazdy po muldach był 29.

## Sukcesy

### Igrzyska olimpijskie
| Miejsce | Dzień     | Rok  | Miejscowość | Konkurencja      | Zwycięzca          |
| ------- | --------- | ---- | ----------- | ---------------- | ------------------ |
| 29.     | 14 lutego | 2010 | Vancouver   | Jazda po muldach | Alexandre Bilodeau |
| 26.     | 10 lutego | 2014 | Soczi       | Jazda po muldach | Alexandre Bilodeau |

### Mistrzostwa Świata
| Miejsce | Dzień       | Rok  | Miejscowość          | Konkurencja      | Zwycięzca                 |
| ------- | ----------- | ---- | -------------------- | ---------------- | ------------------------- |
| 35.     | 19 marca    | 2005 | Ruka                 | Jazda po muldach | Nathan Roberts            |
| 17.     | 20 marca    | 2005 | Ruka                 | Muldy podwójne   | Toby Dawson               |
| 31.     | 9 marca     | 2007 | Madonna di Campiglio | Jazda po muldach | Pierre-Alexandre Rousseau |
| 36.     | 10 marca    | 2007 | Madonna di Campiglio | Muldy podwójne   | Dale Begg-Smith           |
| 29.     | 7 marca     | 2009 | Inawashiro           | Jazda po muldach | Patrick Deneen            |
| 37.     | 8 marca     | 2009 | Inawashiro           | Muldy podwójne   | Alexandre Bilodeau        |
| 32.     | 6 marca     | 2013 | Voss                 | Jazda po muldach | Mikaël Kingsbury          |
| 41.     | 8 marca     | 2013 | Voss                 | Muldy podwójne   | Alexandre Bilodeau        |
| 35.     | 18 stycznia | 2015 | Kreischberg          | Jazda po muldach | Anthony Benna             |
| 30.     | 19 stycznia | 2015 | Kreischberg          | Muldy podwójne   | Mikaël Kingsbury          |

### Puchar Świata

#### Miejsca w klasyfikacji generalnej
- 2007/2008 – 174.
- 2008/2009 – 116.
- 2009/2010 – 141.
- 2011/2012 – 108.
- 2012/2013 – 213.
- 2013/2014 – 197.

#### Miejsca na podium w zawodach
Dmitrij Barmaszow nie zajął miejsca na podium w zawodach do końca sezonu 2013/2014.